# Pur Sang, la légende de Seabiscuit
Pour les articles homonymes, voir Pur-sang (homonymie) et Seabiscuit.
Pour plus de détails, voir Fiche technique et Distribution.
Pur Sang, la légende de Seabiscuit (Seabiscuit) est un film américain réalisé par Gary Ross, sorti en 2003.
Il s'agit d'une adaptation du livre Seabiscuit: An American Legend (en) de Laura Hillenbrand (en), lui-même inspiré de la véritable histoire de Seabiscuit, célèbre cheval américain de courses de galop des années 1930 et années 1940. Le film a été nommé sept fois aux Oscars, lors de la 76e cérémonie.

## Synopsis
Durant la Grande Dépression, Seabiscuit, un étalon a priori peu performant, et son jockey Red Pollard, un garçon au passé malheureux, font contre toute attente la fortune de Charles Howard, le propriétaire du cheval, un vendeur d'automobiles éprouvé par la vie.

## Fiche technique
Sauf indication contraire, les informations mentionnées dans cette section peuvent être confirmées par les bases de données cinématographiques IMDb et Allociné,  présentes dans la section « Liens externes ».
- Titre original : Seabiscuit
- Titre français : Pur Sang, la légende de Seabiscuit
- Réalisation : Gary Ross
- Scénario : Gary Ross, d'après le livre Seabiscuit: An American Legend (en) de Laura Hillenbrand (en)
- Musique : Randy Newman
- Direction artistique : Andrew Neskoromny
- Décors : Jeannine Oppewall
- Costumes : Judianna Makovsky
- Maquillage : Thomas Nellen, Lydia Milars, Martina Kohl
- Coiffure : Carolyn Elias
- Photographie : John Schwartzman (en)
- Son : Karen Baker Landers, Anna Behlmer, Per Hallberg, Tod A. Maitland
- Montage : William Goldenberg
- Casting : Debra Zane
- Production : Kathleen Kennedy, Frank Marshall, Gary Ross et Jane Sindell
  - Production déléguée : Gary Barber, Roger Birnbaum, Robin Bissell, Tobey Maguire et Allison Thomas
  - Coproduction : Patricia Churchill
- Sociétés de production : Larger Than Life Productions, The Kennedy/Marshall Company et Touchstone Pictures (non crédité), présenté par Dreamworks Pictures, Spyglass Entertainment et Universal Pictures
- Sociétés de distribution : Universal Pictures (États-Unis, Canada) ; Gaumont Buena Vista International (France) ; United International Pictures (Suisse romande)
- Budget : 87 millions USD[1],[2]
- Pays de production :  États-Unis
- Langue originale : anglais
- Format : couleur (Technicolor) et noir et blanc — 35 mm — 2,39:1 (Panavision) — son DTS / Dolby Digital / SDDS
- Genre : drame, historique, sport (hippisme)
- Durée : 140 minutes
- Dates de sortie[3] :
  - États-Unis, Québec : 25 juillet 2003[4]
  - France : 6 septembre 2003 (Deauville Film Festival) ; 8 octobre 2003 (sortie nationale)[5]
  - Suisse romande : 8 octobre 2003[6]
  - Belgique : 22 octobre 2003[7]
- Classification[8] :
  - États-Unis : accord parental recommandé, film déconseillé aux moins de 13 ans (PG-13 - Parents Strongly Cautioned)[N 1]
  - France : tous publics[9]
  - Belgique : tous publics (Alle Leeftijden)[7]
  - Suisse romande : interdit aux moins de 7 ans[10]
  - Québec : tous publics (G - General Rating)[4]

## Distribution
Légende : VF = Version Française et VQ = Version québécoise
- Tobey Maguire (VF : Alexis Tomassian ; VQ : Hugolin Chevrette) : Red Pollard
- Jeff Bridges (VF : Jacques Frantz ; VQ : Hubert Gagnon) : Charles Howard
- Chris Cooper (VF : Michel Fortin ; VQ : Aubert Pallascio) : Tom Smith
- Elizabeth Banks (VF : Odile Cohen) : Marcella Howard
- William H. Macy (VF : Jean-Claude Donda ; VQ : Benoit Rousseau) : Tick Tock McGloughlin
- Michael B. Silver : Baltimore docteur
- Eddie Jones (VQ : Claude Préfontaine) : Samuel Riddle
- Ed Lauter (VQ : Claude Préfontaine) : Charles Strub
- Michael O'Neill (VQ : Luis de Cespedes) : M. Pollard
- Annie Corley : Mme Pollard
- Gary Stevens (VF : Franck Capillery ; VQ : François Godin) : George Woolf
- Michael Angarano : Red Pollard jeune

## Accueil

### Box-office
- Box office États-Unis : 120 277 854 $ (5 février 2004)[1]
- Box office France : 1 860 421 $[2]
- Mondial : 148 336 445 $[1]

## Éditions en vidéo
- En France, le film Pur Sang, la légende de Seabiscuit est sorti en DVD le 9 avril 2004[13].
- Au Québec, le film est sorti en DVD / Blu-ray le 30 décembre 2008[11].